# 13390 Бушка
13390 Бушка (13390 Bouška) — астероїд головного поясу, відкритий 18 березня 1999 року.
Тіссеранів параметр щодо Юпітера — 3,366.